# Porphyrinia extranea
Porphyrinia extranea är en fjärilsart som beskrevs av Jules Pièrre Rambur 1858. Porphyrinia extranea ingår i släktet Porphyrinia och familjen nattflyn. Inga underarter finns listade i Catalogue of Life.